# Neoeriocheir
Neoeriocheir is een geslacht van kreeftachtigen uit de klasse van de Malacostraca (hogere kreeftachtigen).

## Soort
- Neoeriocheir leptognathus (Rathbun, 1913)